# John William Lubbock
John William Lubbock, 3.er Baronet de Abebury (26 de marzo de 1803 – 21 de junio de 1865) fue un acaudalado banquero, matemático y astrónomo inglés.

## Semblanza
Lubbock nació en Westminster y heredó de su padre la compañía bancaria Lubbock & Co bank. Se educó en el colegio Eton y completó los estudios universitarios en el Trinity College de Cambridge graduándose en 1825. Una vez conseguida la tutilación universitaria se incorporó al trabajo en el banco de su padre.
En 1828 ingresó en la Royal Astronomical Society (Sociedad Astronómica Británica), en 1829 se hizo miembro de la Sociedad para la Difusión del Conocimiento práctico (Society for the Diffusion of Useful Knowledge) y se convirtió en miembro de número de la Real Sociedad Británica, de la que fue tesorero en dos ocasiones (1830-35, 1838-45) y tres veces vicepresidente (1830-35, 1836-37, 1838-46). Sus importantes estudios sobre el desarrollo de las mareas le hicieron merecedor de la Medalla de oro de la Royal Astronomical Society en 1834.
Lubbock fue el primer vicecanciller de la Universidad de Londres entre 1837 y 1842, un cargo que después desempeñaría su hijo Sir John Lubbock. Después de una larga carrera bancaria en Lubbock & Co bank se jubiló en 1840. En 1860 su empresa se fusionó con otra, naciendo la llamada Roberts, Lubbock & Co.

## Familia
En 1833 se casó con Harriet Hotham con la que tuvo once hijos. El mayor de ellos, Sir John Lubbock fue nombrado 4º baronet, y en 1900 fue elevado al rango de Baron Avebury.

## Eponimia
- El cráter lunar Lubbock lleva este nombre en su memoria.[2]